# ATC kod L01
ATC kod L01 Antineoplastični agensi su terapeutska podgrupa sistema za anatomsko terapeutsko hemijsku klasifikaciju. Ovaj sistem alfanumeričkih kodova je razvio  za klasifikaciju lekova i drugih medicinskih proizvoda.  Podgrupa L01 je deo anatomske grupe L Antineoplastici i imunomodulirajući agensi.

Kodovi za veterinarsku upotrebu (ATCvet kodovi) se mogu formirati stavljanjem slova Q ispred humanih ATC kodova: QL01... ATCvet kodovi bez odgovarajućeg humanog ATC koda su navedeni sa vodećim Q na sledećoj listi.
Nacionalna izdanja ATC klasifikacije mogu da obuhvataju dodatne kodove koji nisu prisutni na ovoj listi.

##L01A Alkilirajući agensi
Ciklofosfamid
 Hlorambucil
 Melfalan
 Hlormetin
 Ifosfamid
 Trofosfamid
 Prednimustin
 Bendamustin

###L01AB Alkil sulfonati
Busulfan
 Treosulfan
 Manosulfan

###L01AC Etilen imini
Tiotepa
 Triazikvon
 Karbokvon

###L01AD Nitrozoureje
Karmustin
 Lomustin
 Semustin
 Streptozocin
 Fotemustin
 Nimustin
 Ranimustin

###L01AG Epoksidi
Etoglucid

### Drugi alkilišući agensi
Mitobronitol
 Pipobroman
 Temozolomid
 Dacarbazin

##L01B Antimetaboliti

### L01BA Analozifolne kiseline
Metotreksat
 Raltitrexed
 Pemetreksed
 Pralatreksat

###L01BB Purinskianalozi
Merkaptopurin
 Tioguanin
 Kladribin
 Fludarabin
 Klofarabin
 Nelarabin

###L01BC Pirimidinskianalozi
Citarabin
 Fluorouracil
 Tegafur
 Karmofur
 Gemcitabin
 Kapecitabin
 Azacitidin
 Decitabin
 Fluorouracil, kombinacije
 Tegafur, kombinacije

## Biljnialkaloidii drugi prirodnu proizvodi

### Vinkaalkaloidi i analozi
Vinblastin
 Vinkristin
 Vindesin
 Vinorelbin
 Vinflunin

###L01CB Podofilotoksinderivati
Etoposid
 Teniposid

###L01CC Kolhicinskiderivati
Demekolcin

###L01CD Taksani
Paklitaksel
 Docetaksel
 Paklitaksel poliglumeks
 Kabazitaksel

###L01CX Drugi biljni alkaloidi i prirodni proizvodi
Trabektedin

##L01D Citotoksični antibioticii srodne supstance

###L01DA Aktinomicin
Daktinomicin

###L01DB Antraciklinii srodne supstance
Doksorubicin
 Daunorubicin
 Epirubicin
 Aklarubicin
 Zorubicin
 Idarubicin
 Mitoksantron
 Pirarubicin
 Valrubicin
 Amrubicin
 Piksantron

###L01DC Drugi citotoksični antibiotici
Bleomicin
 Plicamicin
 Mitomicin
 Iksabepilon

## Drugi antineoplastični agensi

###L01XA Jedinjenjaplatine
Cisplatin
 Karboplatin
 Oksaliplatin
 Satraplatin
 Poliplatilen

###L01XB Metilhidrazini
Prokarbazin

###L01XC Monoklonalna antitela
Edrekolomab
 Rituksimab
 Trastuzumab
 Alemtuzumab
 Gemtuzumab
 Cetuksimab
 Bevacizumab
 Panitumumab
 Katumaksomab
 Ofatumumab
 Ipilimumab
 Brentuksimab vedotin

###L01XD Sensitizerikorišteni ufotodinamičkoj/radijacionojterapiji
Porfimer natrijum
 Metil aminolevulinat
 Aminolevulinska kiselina
 Temoporfin
 Efaproksiral

###L01XE Inhibitori proteinskih kinaza
Imatinib
 Gefitinib
 Erlotinib
 Sunitinib
 Sorafenib
 Dasatinib
 Lapatinib
 Nilotinib
 Temsirolimus
 Everolimus
 Pazopanib
 Vandetanib
 Afatinib
 Bosutinib
 Vemurafenib
 Krizotinib
 Aksitinib
 Ruksolitinib
 Masitinib
 Toceranib

### Drugi antineoplastični agensi
Amsakrin
 Asparaginaza
 Altretamin
 Hidroksikarbamid
 Lonidamin
 Pentostatin
 Miltefosin
 Masoprokol
 Estramustin
 Tretinoin
 Mitoguazon
 Topotekan
 Tiazofurin
 Irinotekan
 Alitretinoin
 Mitotan
 Pegaspargas
 Beksaroten
 Arsen trioksid
 Denileukin diftitoks
 Bortezomib
 Celekoksib
 Anagrelid
 Oblimersen
 Sitimagen ceradenovec
 Vorinostat
 Romidepsin
 Omacetaksin mepesukcinat
 Eribulin
 Panobinostat